# Europiella decolor
Europiella decolor (synoniemen: Plagionathus abrotani, Plagionathus litoralis) is een wants uit de familie van de blindwantsen (Miridae). De soort werd het eerst wetenschappelijk beschreven door Philip Reese Uhler in 1893.

## Uiterlijk
De langwerpig ovale wants kan 2,5 tot 3 mm lang worden en is altijd langvleugelig. Het lichaam kan wit tot grijs van kleur zijn en is bedekt met witte haartjes, de voorvleugels hebben soms een donker middendeel. Het schildje (scutellum) is zwart, met aan de zijkant oranje-gele hoekpunten en de pootjes zijn geel, met donkere dijen en zwart gestippelde schenen met stekels.  Op de meestal zwarte kop staan twee antennes waarvan het eerste segment zwart is en het tweede gedeeltelijk zwart. De rest van de antennes is geelachtig gekleurd. De wants lijkt op sommige Psallus-soorten, maar die hebben geen zwart eerste antennesegment. De soort lijkt ook op een lichte vorm van Europiella artemisiae die heeft echter geen gele maar bruine laatste antennesegmenten en komt voornamelijk voor op bijvoet en niet op zeealsem.

## Leefwijze
De soort overwintert als ei en de volwassen wantsen worden waargenomen van juni tot in september op zeealsem (Artemisia maritima) bij schorren en kwelders. In tuinen leeft de wants ook op citroenkruid (Artemisia abrotanum).

## Leefgebied
De wants komt voor in Noord-Amerika, Europa, Azië tot in het verre oosten en China. In Nederland is de soort zeldzaam en is de verspreiding beperkt tot kustgebieden bij de Waddenzee en Zeeland.